# Euro-ALA Jet Fox
Euro-ALA Jet Fox je enomotorno dvosedežno ultralahko letalo italijanskega proizvajalca Euro-ALA. Jet Fox ima zložljivo krilo za lažji transport. Za pogon sta na voljo dva motorja: dvotaktni 64-konjski (48 kW) Rotax 582 ali štiritaktni 80-konjski (60 kW) Rotax 912UL. Na voljo je tudi amfibijska verzija s plovci. 
Proizvodnja se je začela v zgodnjih 1990ih, do leta 2010 so zgradili okrog 280 primerkov.
Leta 2010 sta italijanski Euro-ALA in malezijski Aircraft Holdings ustanovila podjetje Euroala Industries Sdn Bhd, ki bo gradilo Jet Foxe v Maleziji, kjer so občutno nižji stroški delovne sile. 

## Specifikacije (Jet Fox 97, Rotax 912)
Podatki iz Jane's All the World's Aircraft 2011-12
Splošne značilnosti
- Število sedežev: 2
- Dolžina: 5,78 m (19 ft 0 in)
- Razpon kril: 9,78 m (32 ft 1 in)
- Višina: 2,8 m (9 ft 2 in)
- Površina kril: 14,62 m2 (157,4 sq ft)
- Teža praznega letala: 278 kg (613 lb) s padalom
- Maks. vzletna teža: 450 kg (992 lb)
- Kapaciteta goriva: 59 litrov
- Pogon letala: 1 × Rotax 912 UL 4-valjni 4-taktni protibatni motor, 60 kW (80 hp)

Zmogljivost
- Maks. hitrost: 175 km/h (109 mph; 94 kn)
- Potovalna hitrost: 150 km/h (93 mph; 81 kn)
- Hitrost pri porušitvi vzgona: 60 km/h (37 mph; 32 kn)
- Doseg: 320 km (199 mi; 173 nmi)
- Trajanje leta: 4 ure 30 min
- g-omejitev: +6/-3,5
- Hitrost vzpenjanja: 6,0 m/s (1.180 ft/min)